# 中佐
中佐（ちゅうさ）は、軍隊の階級の一つである。佐官に区分され、大佐の下、少佐の上に位置する。北大西洋条約機構の階級符号では、OF-4に相当する。
- 陸軍では主に大隊長、副連隊長等を務める。また、現在では連隊を廃し旅団編制を基本とする傾向にあり、旅団長を大佐職とする国では副旅団長を務めている。
- 海軍では主に駆逐艦やフリゲートのような中小規模の軍艦の艦長や巡洋艦以上の大規模艦船の副長等を務める。
- 空軍では主に飛行隊長等を務める。

## 歴史

### 陸軍中佐
欧米で中佐を指す“lieutenant colonel（英語、フランス語）”や“Oberstleutnant（ドイツ語）”は、“Colonel或はOberst（いずれも大佐・連隊長を意味する） の代理”という意味である。かつて大佐（連隊長）は自費で連隊を編成・維持していたため、能力や経験に関係なく、財力のある貴族が就任していた。そのため、少尉から叩上げた、経験豊富な軍人が中佐となって連隊長を補佐し、場合によっては連隊の実務一切を取り仕切っていた。またイギリスでは、ジェントリー出身者が自費で連隊を立ち上げた場合、連隊長には任命されるが、最初に与えられる階級は中佐だった。

## 各国の呼称

### 日本

#### 旧日本軍
版籍奉還の後、1870年10月12日（明治3年9月18日）に太政官の沙汰により海陸軍大佐以下の官位相当を定めたときに海陸軍大佐の下、海陸軍少佐の上に海軍中佐と陸軍中佐を置き従五位相当とした    。明治3年11月には太政官による海軍中佐の任官の例が見られる。
廃藩置県の後に海陸軍中佐の任官の例が増える。明治4年8月の官制等級改定及び兵部省官等改定や明治5年1月の官等改正及び兵部省中官等表改定など数度の変更があり 、明治5年2月の兵部省廃止及び陸軍省・海軍省設置を経て、明治6年5月8日太政官布達第154号 による陸海軍武官官等表改正で軍人の階級呼称として引き続き用いられ、西欧近代軍の階級呼称の序列に当てはめられることとなった 。
大日本帝国陸海軍の中佐並びに同相当官は高等官四等相当とされ、勲六等乃至三等に叙せられ、武功著しい場合は功四級乃至二級の功級に叙せられ金鵄勲章を授与された。

#### 自衛隊
- 陸上自衛隊：2等陸佐（にとうりくさ）
- 海上自衛隊：2等海佐（にとうかいさ）
- 航空自衛隊：2等空佐（にとうくうさ）

陸海空共通して二佐 / 2佐（にさ）と略称される。2等陸佐・2等空佐の階級章は、2本線の上に桜星2つが並ぶ形状である。2等海佐の階級章は、金線3条に桜である。
陸上自衛隊においては、編制上1等陸佐を長とする連隊・群等における副隊長等や駐屯地業務隊長職、大隊長・補給処支処長や職種学校（高射学校、情報学校、航空学校、施設学校、システム通信・サイバー学校、武器学校、需品学校、衛生学校、化学学校）の教導隊長、幹部候補生学校の候補生隊長・教導隊長他、司令部（陸上総隊・方面総監部）の課長・班長等に就いているのが一般的である。一部において1等陸佐（三）の補職（方面混成団の陸曹教育隊長、団本部（第1空挺団、水陸機動団、第1ヘリコプター団、システム通信団、特科団、高射特科団、施設団、富士教導団）の高級幕僚等）に就く場合もある（1佐（三）に昇任予定の2等陸佐）。
警察における所属長たる警視に相当し、中央官庁の本省課長補佐に相当する。

### 諸外国
アメリカ合衆国
- 陸軍・空軍・海兵隊：Lieutenant Colonel （ルーテナント・カーネル）
- 海軍・沿岸警備隊：Commander （コマンダー）

イギリス
- 陸軍：Lieutenant-Colonel （レフテナント・カーネル）
- 海軍：Commander （コマンダー）
- 空軍：Wing Commander （ウィング・コマンダー）

フランス
- 陸軍・空軍・国家憲兵隊：lieutenant-colonel （略：Lieut-Col） （リュートナン・コロネル）
- 海軍：capitaine de frégate （カピテーヌ・ド・フレガット[注釈 19]）

ドイツ（ドイツ連邦軍）
- 陸軍・空軍：Oberstleutnant （オーベルストロイトナント）
- 海軍：Fregattenkapitän （フレガッテンカピテン[注釈 19]）

イタリア
- 陸軍・空軍・カラビニエリ・財務警察（イタリア語版、英語版）：Tenente colonnello
- 海軍：Capitano di fregata [注釈 19]

中華人民共和国（人民解放軍）
- 中校

中華民国
- 中校[48]

大韓民国
- 中領

朝鮮民主主義人民共和国（朝鮮人民軍）
- 中佐

## 有名な中佐
- 橘周太 - 大日本帝国陸軍中佐（少佐。戦死後中佐に昇進）、日露戦争の軍人
- 加藤建夫 - 大日本帝国陸軍中佐（戦死後少将に昇進）、加藤隼戦闘隊
- 瀬島龍三 - 大日本帝国陸軍中佐、大本営参謀、元伊藤忠商事会長
- 西竹一 - 大日本帝国陸軍中佐（戦死後大佐に昇進）
- 辻政信 - 大日本帝国陸軍中佐（最終階級は大佐）。『作戦の神様』の異名を持ち、ノモンハン・ガダルカナルなどの戦いを参謀として指導。戦後は衆議院議員・参議院議員を歴任した。
- 油井亀美也 - 宇宙飛行士。元航空自衛隊2等空佐（中佐相当）
- 岩崎貴弘 - 曲技飛行家。元航空自衛隊2等空佐（中佐相当）